# Monogenetische vulkaan

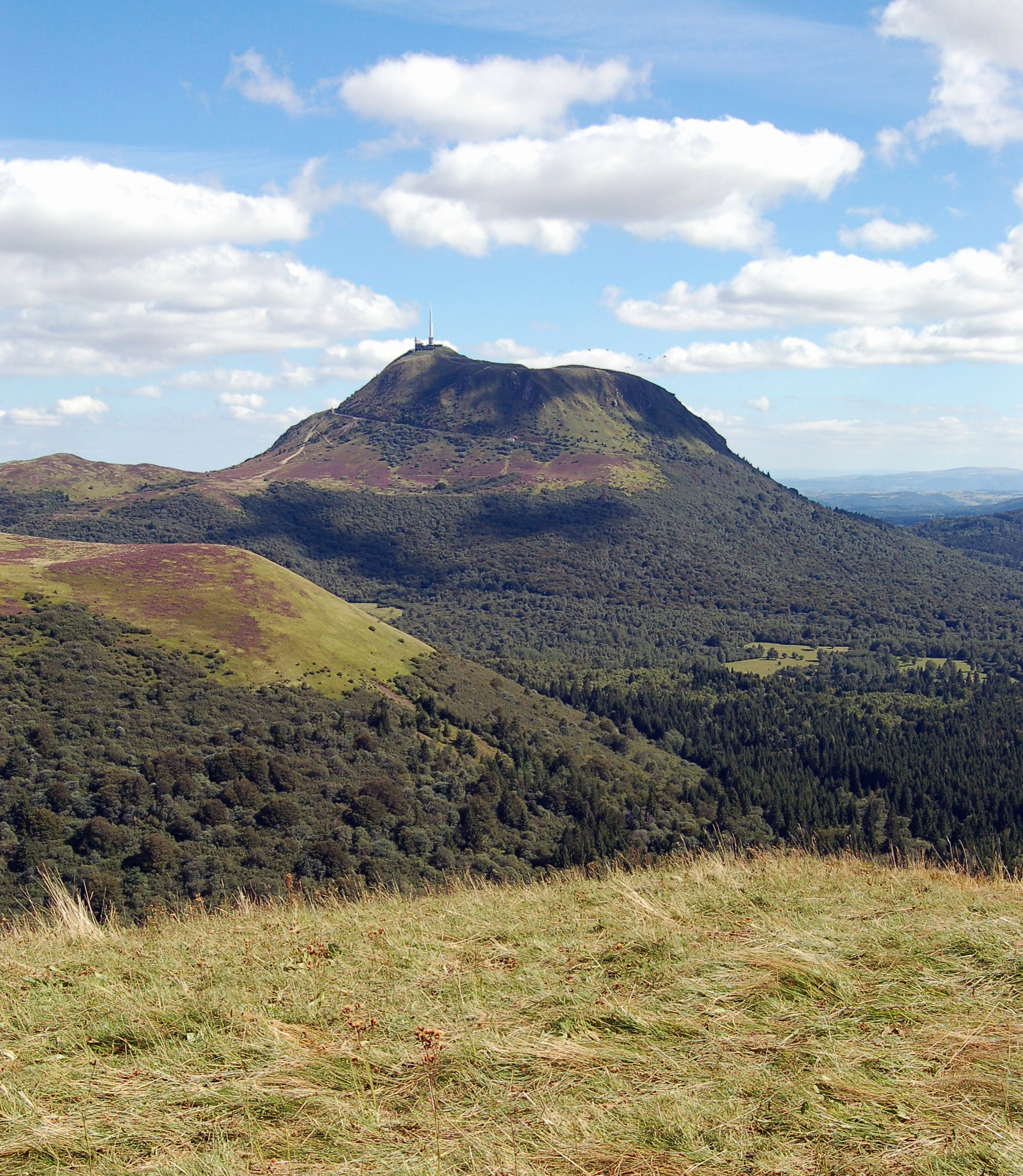
De monogenetische vulkaan Puy de Dôme.

Een monogenetische vulkaan is een vulkaan die, in tegenstelling tot polygenetische vulkanen, slechts één keer uitbarst en daarna nooit meer actief wordt. De meeste monogenetische vulkanen zijn askegels, zoals de bekendste voorbeelden hieronder.

## Voorbeelden
Vulkanen van dit type zijn onder andere:
- El Jorullo, Mexico
- Paricutín, Mexico
- Vulkaan-Eifel, Duitsland (meerdere vulkanen)